# Mitsuo Itoh
Mitsuo Itoh (Japans: 伊藤光夫, Itō Mitsuo) (Iwata, 1 januari 1937 - 3 juli 2019) was een Japans motorcoureur. Hij was de enige Japanner die ooit een race tijdens de TT van Man won.

## Carrière
Mitsuo Itoh was altijd in dienst van Suzuki, als testrijder en coureur, al in de tijd dat dit merk nog de naam "Colleda" droeg. Hij had al tijdens de TT van Man van 1960 moeten debuteren, toen Colleda zich daar voor het eerst in de 125cc-klasse presenteerde. Hij raakte tijdens de trainingen geblesseerd, kon niet starten en werd vervangen door de Brit Ray Fay, die de Colleda RT 60 naar de achttiende plaats reed. Colleda werd tijdens die race wel geconfronteerd met haar eigen technische achterstand. Snelste man Toshio Matsumoto werd slechts vijftiende, met meer dan een kwartier achterstand op Carlo Ubbiali (MV Agusta). De snelste 125cc-machines waren nog steeds voorzien van viertaktmotoren: de MV Agusta 125 Bialbero en de Honda RC 143. Het snelste merk met tweetaktmotoren was het Oost-Duitse MZ. Dat had constructeur Walter Kaaden in dienst, die de tweetakttechniek met roterende inlaten en expansie-uitlaten aan het doornontwikkelen was en daar goede resultaten mee bereikte. In Japan was de techniek van de roterende inlaten ontwikkeld door Showa, maar dat werd in 1960 opgekocht door concurrent Yamaha. Colleda moest andere middelen vinden om haar tweetakttechniek te verbeteren. Met de roterende inlaten lukte dat, met de expansie-uitlaten niet. 

### Wereldkampioenschap wegrace

#### 1961
In het seizoen 1961 heette het merk Suzuki. Het trad weer aan tijdens de TT van Man, maar geen enkele machine reed de 125cc-race uit. Ook de 250cc-Suzuki RV 61 kon geen indruk maken, ondanks de inhuur van Paddy Driver en Alistair King. Het Suzuki-team deelde het Fernleigh hotel in Douglas met het team van MZ. Suzuki-teammanager Jimmy Matsumiya maakte daar handig gebruik van door een afspraak te maken met MZ-rijder Ernst Degner. Beiden waren liefhebbers van Jazz, een volgens de DDR-regering decadente Westerse muzieksoort die verboden was. Degner kreeg van zijn teamleider Walter Kaaden toestemming om tien minuten op Matsumiya's kamer muziek te gaan luisteren, maar de werkelijke reden van hun ontmoeting was heel anders: Degner had geld nodig om met zijn gezin uit de DDR te vluchten en Matsumiya aasde op de tweetakttechniek van MZ. Een eerste vluchtpoging na de Ulster Grand Prix mislukte omdat Degner's vrouw Gerda geconfronteerd werd met juist in die nacht gesloten grenzen. Degner vluchtte uiteindelijk tijdens de GP van Zweden, terwijl Gerda en haar kinderen in de kofferbak van de Lincoln Mercury van vriend Paul Petry naar het westen vluchtten. Ernst Degner nam bij zijn vlucht de blauwdrukken van de MZ-racers voor Suzuki mee. Mitsuo Itoh scoorde net als zijn teamgenoten nog geen enkel punt in dit seizoen. Zijn beste resultaat was de zestiende plaats in de 125cc-race van de TT van Assen. 

#### 1962

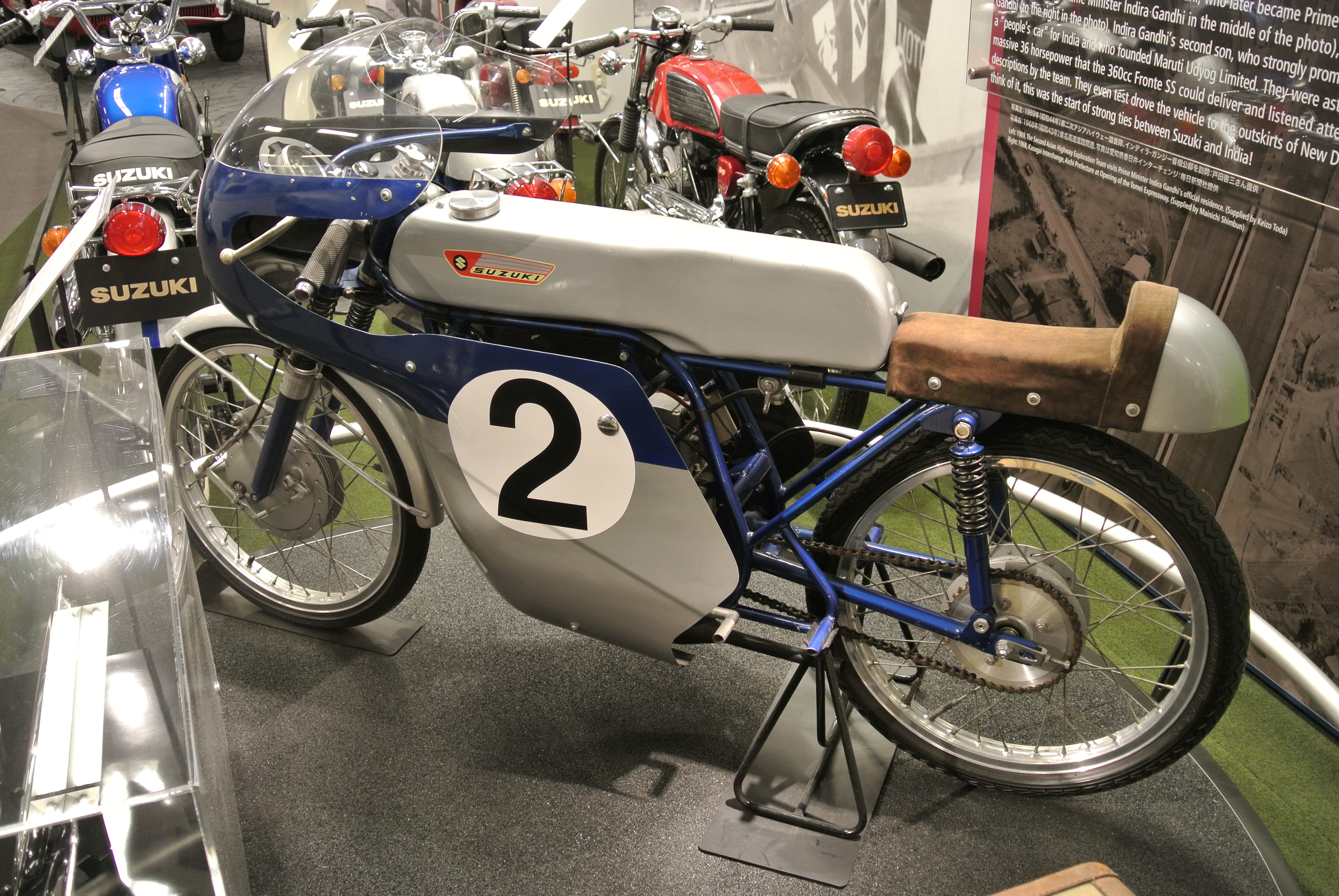
Suzuki RM 62

In de winter van 1961-1962 had Ernst Degner hard gewerkt aan de Suzuki-tweetakten, maar hij had zich als eerste gericht op de 50cc-RM 62. De 50cc-klasse werd voor het eerst verreden en gaf daardoor de grootste kans op succes. Naast Degner, die absoluut eerste rijder was, nam Suzuki ook Hugh Anderson en Frank Perris in dienst. De Japanse rijders moesten zich tevreden stellen met het testwerk en een plaats als tweede of derde rijder. Het werk van Degner had merkbare invloed op de snelheid van de machines: de 250cc-Suzuki RV 62 leverde al 42 pk, terwijl de RV 61 van het jaar ervoor slechts 28 pk op de been bracht. De 125cc-Suzuki RT 61 had slechts 15 pk geleverd, de RT 62 leverde al 22 pk. De RV 62 had echter wel betrouwbaarheidsproblemen, die rechtstreeks waren overgenomen van de MZ RE 250. Het eerste optreden tijdens de GP van Spanje werd een mislukking. In de 125- en de 250cc-klasse haalde geen enkele Suzuki de finish en in de 50cc-race was Michio Ichino de snelste op de zevende plaats. Degner wist de RM 62 echter snel van 8 op 10 pk te brengen. Mitsuo Itoh scoorde zijn eerste WK-punt tijdens de 50cc-race van de GP van Frankrijk, zesde achter teamgenoot Seiichi Suzuki. Tijdens de 50 cc TT scoorde Degner de eerste overwinning voor Suzuki. Mitsuo Itoh finishte als vijfde. Hij werd ook vijfde in de TT van Assen en scoorde zijn eerste podiumplaats tijdens de GP van Duitsland, waar hij derde werd. Tijdens de GP van de DDR werd hij zelfs tweede voor teamgenoot Hugh Anderson. Daar kon Ernst Degner echter, als vluchteling, niet starten en was bovendien geblesseerd. In de GP des Nations werd Itoh tweede achter Hans Georg Anscheidt (Kreidler). In de GP van Argentinië werd hij derde in de 125cc-race en vierde in de 50cc-race. Itoh sloot het seizoen af als vijfde in de 50cc-klasse, maar Degner werd de eerste wereldkampioen 50 cc.

#### 1963

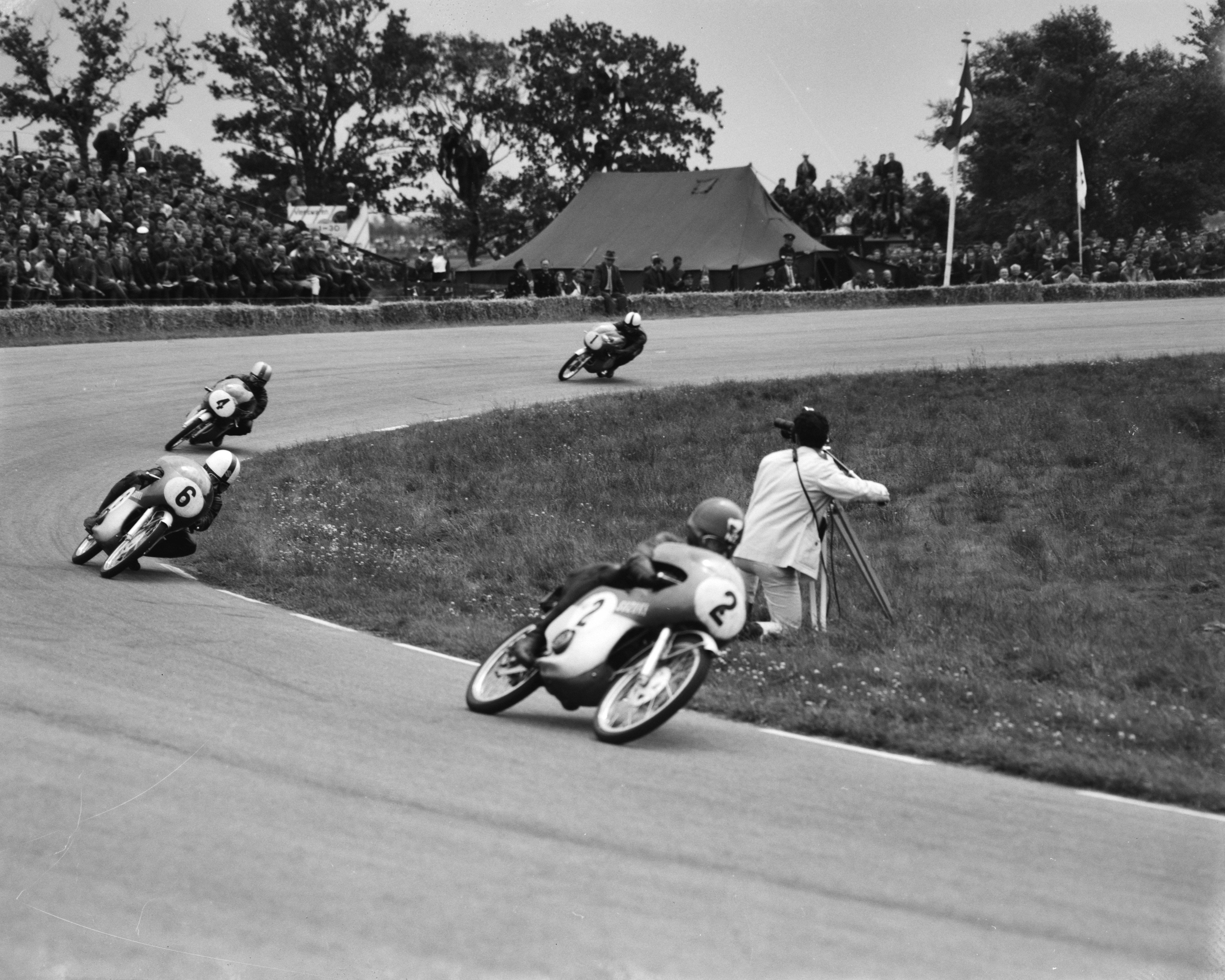
50cc-race van de TT van Assen 1963: Hugh Anderson, Mitsuo Itoh (no. 6), Michio Ichino en Ernst Degner

In het seizoen 1963 won hij zijn eerste race, de 50 cc TT. Daarmee was hij de eerste Japanner die een race op de Snaefell Mountain Course won en in 2018 was hij nog steeds de enige. Hij sloot het 50cc-wereldkampioenschap opnieuw af als vijfde. 

#### 1964
Een eenmalig optreden met de 250cc-Suzuki RZ 64 tijdens de GP van de USA werd in de kiem gesmoord toen Benelli, Suzuki en Yamaha weigerden te starten uit protest na een ongeval. In de 125cc-race werd Itoh tweede en in de 50cc-race derde. Hij werd ook derde in de 50cc-GP van Spanje, de 50cc-TT van Assen en de 50cc-GP van Duitsland, maar beëindigde daarna zijn seizoen, dat hij afsloot als vijfde in de 50cc-klasse.

#### 1965
In het seizoen 1965 kwam Suzuki met de 50cc-tweecilinder RK 65 en daarmee legde het de - eveneens tweecilinder - Honda RC 114 het vuur na aan de schenen. Halverwege het seizoen bracht Honda de verbeterde RC 115, die uiteindelijk de wereldtitel voor Ralph Bryans bracht. Mistuo Itoh scoorde een aantal vierde plaatsen, maar was in de GP van Japan de snelste Suzuki-rijder met de derde plaats. Ook dit seizoen sloot hij weer als vijfde af. 

#### 1966 en 1967

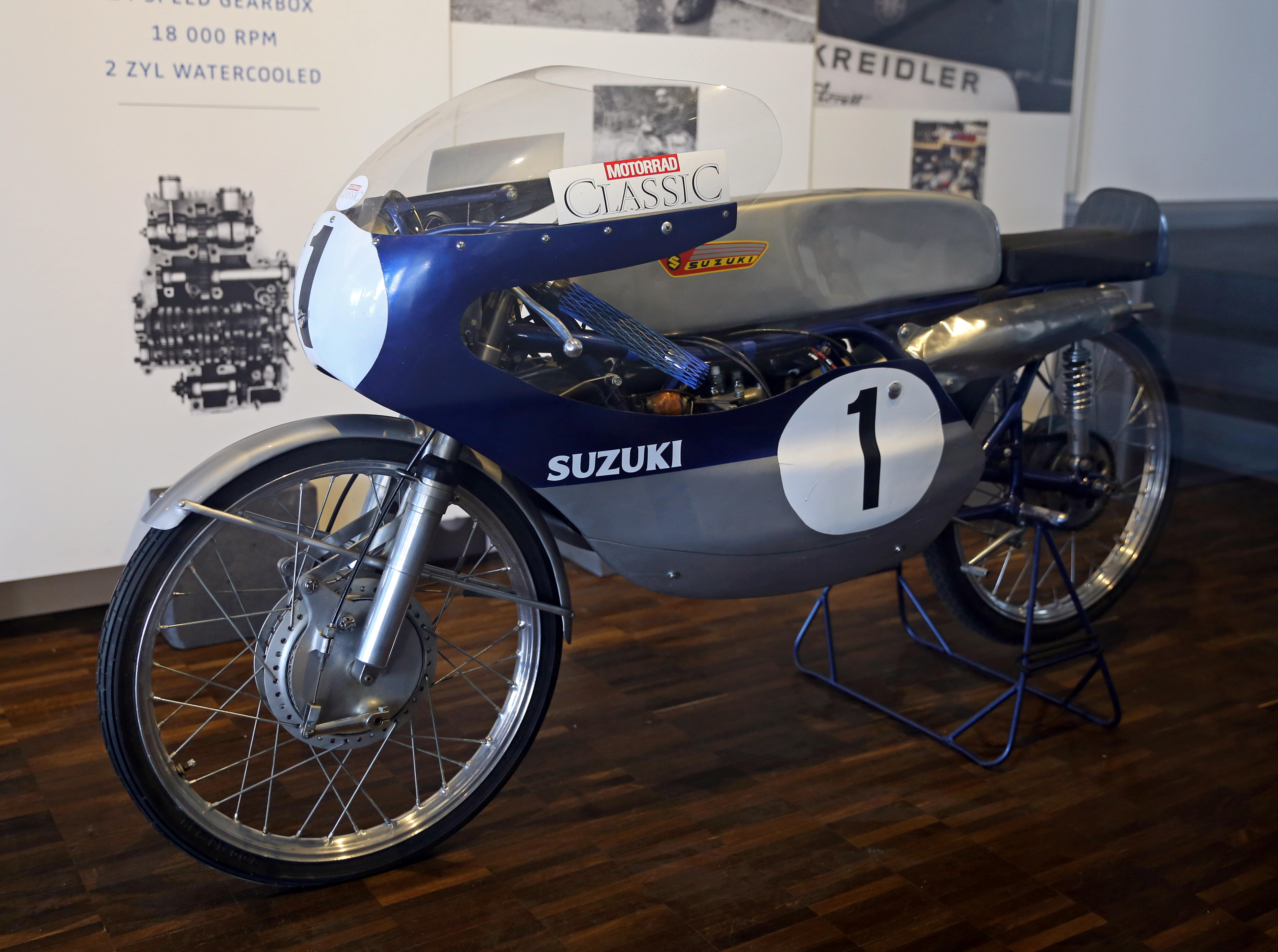
Suzuki RK 67

In de seizoenen 1966 en -1967 kwam hij slechts sporadisch aan de start. Suzuki had weer een sterke fabrieksrijder aangetrokken in de persoon van Hans Georg Anscheidt, en zette naast hem nog steeds Hugh Anderson, Frank Perris en Ernst Degner in, en in 1967 ook Stuart Graham. Aan het einde van het seizoen 1967 besloot Suzuki om te stoppen met races, in navolging van Honda. De Fédération Internationale de Motocyclisme begon tijdens haar congressen steeds meer te morrelen aan de mogelijkheden voor de ontwikkeling van de racers. Er werd al besloten de 50cc-klasse te beperken tot eencilinders om de klasse goedkoper te maken voor de kleinere, Europese merken als Kreidler en Derbi. Door het besluit van Suzuki beëindigde Mitsuo Itoh zijn carrière eigenlijk automatisch. Hij sloot zijn carrière af met een overwinning in de Japanse GP van 1967.
Mitsuo Itoh nam in 1970 deel aan autoraces, nog steeds voor Suzuki, met de kleine Suzuki Fronte RF. 
Hij was een tijd lang directeur van de race-afdeling van Suzuki, waar hij tot het jaar 2000 in dienst bleef.

## Wereldkampioenschap wegrace resultaten
(Races in cursief geven de snelste ronde aan, punten (tussen haakjes) zijn inclusief streepresultaten)
| Jaar | Klasse | Team    | Motorfiets       | 1       | 2       | 3       | 4       | 5       | 6     | 7     | 8     | 9     | 10      | 11    | 12      | 13      | Punten  | Plaats                                             | Overwinningen               |                                       | Wereldkampioen |
| ---- | ------ | ------- | ---------------- | ------- | ------- | ------- | ------- | ------- | ----- | ----- | ----- | ----- | ------- | ----- | ------- | ------- | ------- | -------------------------------------------------- | --------------------------- | ------------------------------------- | -------------- |
| 1960 | 125 cc | Colleda | Colleda RT 60    |         | IOM DNS | NED -   | BEL -   | DUI -   | ULS - | NAT - |       |       |         |       |         |         | 0       | -                                                  | 0                           | Carlo Ubbiali, MV Agusta 125 Bialbero |                |
| 1961 | 125 cc | Suzuki  | Suzuki RT 61     | SPA -   | DUI -   | FRA DNS | IOM DNF | NED 16  | BEL - | DDR - | ULS - | NAT - | ZWE -   | ARG - |         |         | 0       | -                                                  | 0                           | Tom Phillis, Honda 2RC 143 / RC 144   |                |
| 1961 | 250 cc | Suzuki  | Suzuki RV 61     | SPA -   | DUI -   | FRA DNS | IOM DNF | NED -   | BEL - | DDR - | ULS - | NAT - | ZWE -   | ARG - | 0       | -       | 0       | Mike Hailwood, Mondial 250 Bialbero / Honda RC 162 |                             |                                       |                |
| 1962 | 50 cc  | Suzuki  | Suzuki RM 62     | SPA 11  | FRA 6   | IOM 5   | NED 5   | BEL 9   | DUI 3 |       | DDR 2 | NAT 2 | FIN -   | ARG 4 | 23 (24) | 5e      | 0       | Ernst Degner, Suzuki RM 62                         |                             |                                       |                |
| 1962 | 125 cc | Suzuki  | Suzuki RT 62     | SPA DNQ | FRA -   | IOM -   | NED 9   | BEL -   | DUI - | ULS - | DDR - | NAT - | FIN -   | ARG 2 | 4       | 13e     | 0       | Luigi Taveri, Honda RC 145                         |                             |                                       |                |
| 1962 | 250 cc | Suzuki  | Suzuki RV 62     | SPA DNQ | FRA -   | IOM -   | NED -   | BEL -   | DUI - | ULS - | DDR - | NAT - | FIN -   | ARG - | 0       | -       | 0       | Jim Redman, Honda RC 163                           |                             |                                       |                |
| 1963 | 50 cc  | Suzuki  | Suzuki RM 63     | SPA DNF | DUI 5   | FRA -   | IOM 1   | NED 5   | BEL 5 |       |       | FIN 2 |         | ARG - | JAP 6   |         | 20 (21) | 5e                                                 | 1                           | Hugh Anderson, Suzuki RM 63           |                |
| 1963 | 125 cc | Suzuki  | Suzuki RT 63     | SPA -   | DUI -   | FRA -   | IOM -   | NED -   | BEL - | ULS - | DDR - | FIN - | NAT -   | ARG - | JAP 6   | 1       | 20e     | 0                                                  | Hugh Anderson, Suzuki RT 63 |                                       |                |
| 1964 | 50 cc  | Suzuki  | Suzuki RM 64     | VST 3   | SPA 3   | FRA -   | IOM 5   | NED 3   | BEL 4 | DUI 3 |       |       |         |       |         | 19 (21) | 5e      | 0                                                  | Hugh Anderson, Suzuki RM 64 |                                       |                |
| 1964 | 125 cc | Suzuki  | Suzuki RT 64 (A) | VST 2   | SPA -   | FRA -   | IOM -   | NED -   |       | DUI - | DDR - | ULS - | FIN -   | NAT - | JAP -   | 6       | 8e      | 0                                                  | Luigi Taveri, Honda 2RC 146 |                                       |                |
| 1964 | 250 cc | Suzuki  | Suzuki RZ 64     | VST DNS | SPA -   | FRA -   | IOM -   | NED -   | BEL - | DUI - | DDR - | ULS - |         | NAT - | JAP -   | 0       | -       | 0                                                  | Phil Read, Yamaha RD 56     |                                       |                |
| 1965 | 50 cc  | Suzuki  | Suzuki RK 65     | VST -   | DUI 4   | SPA 7   | FRA 4   | IOM DNF | NED 4 | BEL 4 |       |       |         |       |         | JAP 3   | 16      | 5e                                                 | 0                           | Ralph Bryans, Honda RC 114 / RC 115   |                |
| 1966 | 50 cc  | Suzuki  | Suzuki RK 66     | SPA -   | DUI -   |         | NED -   |         |       |       |       |       | IOM DNF | NAT - | JAP 4   |         | 3       | 6e                                                 | 0                           | Hans Georg Anscheidt, Suzuki RK 66    |                |
| 1966 | 125 cc | Suzuki  | Suzuki RT 66     | SPA -   | DUI -   |         | NED -   |         | DDR - | TSL - | FIN - | ULS - | IOM -   | NAT - | JAP 3   | 4       | 9e      | 0                                                  | Luigi Taveri, Honda RC 149  |                                       |                |
| 1967 | 50 cc  | Suzuki  | Suzuki RK 67     | SPA -   | DUI -   | FRA -   | IOM DNF | NED -   | BEL - |       |       |       |         |       |         | JAP 1   | 8       | 6e                                                 | 1                           | Hans Georg Anscheidt, Suzuki RK 67    |                |

## Trivia

### Gevlucht uit het ziekenhuis
Toen Mitsuo Itoh in 1960 was gevallen tijdens de trainingen, werd hij met een gebroken been opgenomen in Nobles Hospital in Douglas. Daar deelde hij een kamer met Ernst Degner, Eric Oliver en Tommy Robb. Itoh, voor het eerst in het Westen, voelde zich waarschijnlijk niet op zijn gemak, want hij knipte het gipsverband los en ontvluchtte het ziekenhuis door een WC-raam.